# 스트리미 어워드
스트리미 어워드(Streamy Awards)는 미국의 인터넷 비디오 분야 시상식이다. 우수한 웹 비디오 작품 및 인터넷 방송 인물들에게 수상한다. 딕 클라크 프로덕션과 튜브필터에서 시상식을 주최한다. 매년 캘리포니아주 로스앤젤레스에서 시상식이 진행된다.

## 같이 보기
- 에미상
- 웨비상